# NGC 4967
NGC 4967 је елиптична галаксија у сазвежђу Велики медвед која се налази на NGC листи објеката дубоког неба.
Деклинација објекта је + 53° 33' 52" а ректасцензија 13h 5m 36,4s. Привидна величина (магнитуда) објекта NGC 4967 износи 14,2 а фотографска магнитуда 15,2. NGC 4967 је још познат и под ознакама MCG 9-22-5, CGCG 270-50, CGCG 271-6, PGC 45281.